# Sankt Michael in Obersteiermark
Sankt Michael in Obersteiermark é um município da Áustria, situado no distrito de Leoben, na estado da Estíria. Tem 56,02 km² de área e sua população em 2019 foi estimada em 3.056 habitantes.